# Ignaz Berndaner
Ignaz Berndaner (ur. 4 lipca 1954 w Garmisch-Partenkirchen) – niemiecki hokeista grający na pozycji obrońcy, reprezentant kraju, olimpijczyk, trener.

## Kariera
Ignaz Berndaner karierę sportową rozpoczął w 1971 roku w występującym w Bundeslidze SC Riessersee. Kiedy przed rozpoczęciem sezonu 1974/1975 wielu zawodników opuściło klub, Berndaner również chciał odejść do Düsseldorfer EG, jednak władze klubu nie wyraziły na to zgody, zapobiegając tym samym dalszym osłabieniom.
Później nadeszła seria sukcesów klubu, w których Berndaner miał znaczący udział: dwukrotne mistrzostwo (1978, 1981) i wicemistrzostwo Niemiec (1979), zajął 3. miejsce w Bundeslidze w sezonie 1979/1980 oraz w Pucharze Europy w sezonie 1981/1982. Ponadto w sezonie 1974/1975 został wybranym najlepszym obrońcą w Bundeslidze w sezonie 1977/1978 ponownie został wybranym najlepszym obrońcą w Bundeslidze oraz został wybrany do drużyny gwiazd, co udało mu się również w sezonie 1978/1979, a także został wybranym Hokeistą Roku 1978. Następnie klub zaczął zmagać się z problemami finansowymi i sportowymi, jednak Berndaner zdecydował się na pozostanie i odrzucał lukratywne oferty. Po zajęciu 10. miejsca w sezonie 1986/1987, powodującego spadek do 2. Bundesligi, Berndaner chciał pozostać w klubie, jednak problemy klubu były zbyt poważne, w związku z czym przeniósł się do Hedosu Monachium, z którym w sezonie 1988/1989 awansował do Bundesligi. Po sezonie 1991/1992 wrócił do SC Riessersee, w którym był także koordynatorem młodzieży oraz asystentem trenera Joachima Ziesche. Po sezonie 1993/1994 zakończył karierę sportową.
Łącznie w Bundeslidze, w fazie zasadniczej rozegrał 813 meczów, w których zdobył 597 punktów (199 goli, 398 asyst) oraz spędził 649 minut na ławce kar, w fazie play-off rozegrał 30 meczów, w których zdobył 18 punktów (3 gole, 15 asyst) oraz spędził 34 minuty na ławce kar, natomiast w 2. Bundeslidze rozegrał 102 mecze, w których zdobył 75 punktów (11 goli, 64 asysty) oraz spędził 91 minut na ławce kar.
W trakcie kariery sportowej zyskał pseudonim Naz.

## Kariera reprezentacyjna
Ignaz Berndaner w 1973 roku z reprezentacją RFN U-19 wystąpił w mistrzostwach Europy juniorów 1973 w sowieckim Leningradzie, na których rozegrał 5 meczów, a reprezentacja RFN U-19 zajęła ostatnie, 6. miejsce, tym samym spadając do Grupy B.
W seniorskiej reprezentacji RFN w latach 1972–1985 rozegrał 181 meczów, w których 40 punktów (19 goli, 21 asyst) oraz spędził 70 minut na ławce kar. Dwukrotnie uczestniczył w zimowych igrzyskach olimpijskich (1976, 1984). Na turnieju olimpijskim 1976 w Innsbrucku z reprezentacją RFN pod wodzą selekcjonera Xavera Unsinna zdobył pierwszy od 44 lat medal olimpijski – brązowy medal. W październiku tego samego roku za ten sukces wraz z innymi wraz z kolegami z reprezentacji RFN otrzymał z rąk ówczesnego kanclerza Niemiec, Helmuta Schmidta Srebrny Liść Laurowy.
Na początku lat 80. zrezygnował z gry w reprezentacji RFN, by mieć więcej czasu na budowę swojego nowego domu.
Ponadto 9-krotnie uczestniczył w mistrzostwach świata (1973 – spadek do Grupy B, 1974, 1975 – awans do Grupy A, 1976, 1977, 1978, 1979, 1982, 1983) oraz w Canada Cup 1984, w których reprezentacja RFN, której Berndaner był kapitanem na tym turnieju, zajęła ostatnie, 6. miejsce.

## Kariera trenerska
Ignaz Berndaner jeszcze w trakcie kariery sportowej rozpoczął karierę trenerską. W 1992 roku został grającym koordynatorem młodzieży oraz asystentem trenera Joachima Ziesche w SC Riessersee. Po zajęciu przedostatniego, 11. miejsca w sezonie 1992/1993 powodującego spadek do Oberligi, Berndaner przejął stanowisko trenera klubu, którego prowadził w sezonie 1993/1994. W latach 1994–1998 trenował ERC Ingolstadt, natomiast w latach 1998–2000 trenował TSV Peißenberg.
W latach 2000–2002 był selekcjonerem kobiecej reprezentacji Niemiec. 15 marca 2002 roku został trenerem Eisbären Regensburg, jednak po kilku miesiącach został zastąpiony przez swojego kolegę z reprezentacji RFN, Ericha Kühnhackla. Następnie trenował kluby Bayernligi: TSV Peißenberg (2004–2005), EA Schongau (2005–2006), Wanderers Germering (2006–2008) oraz ERC Sonthofen 1999 (2008–2009).
W latach 2010–2015 trenował kobiecą drużynę SC Garmisch-Partenkirchen.

## Sukcesy

### Zawodnicze
SC Riessersee
- Mistrzostwo Niemiec: 1978, 1981
- Wicemistrzostwo Niemiec: 1979
- 3. miejsce w Bundeslidze: 1980
- 3. miejsce w Pucharze Europy: 1982

Hedos Monachium
- Awans do Bundesligi: 1989

Reprezentacyjne
- Brązowy medal zimowych igrzysk olimpijskich: 1976
- Awans do Grupy A mistrzostw świata: 1975

### Indywidualne
- Hokeista Roku w Bundeslidze: 1978
- Najlepszy obrońca Bundesligi: 1975, 1978
- Drużyna Gwiazd Bundesligi: 1978, 1979
- Członek Galerii Sław Niemieckiego Hokeja na Lodzie

### Odznaczenia
- Srebrny Liść Laurowy: 1976